# Norrtullsgatan 63
Norrtullsgatan 63 är en byggnad med bostäder vid Dannemoragatan i Vasastaden i Stockholm, vilken ritades av arkitekt Edvard Engström. Byggherre och byggmästare var Johan Eskil Österling.

## Om fastigheten
Fastigheten ligger i Kvarteret Sländan och har fastighetsbeteckningen Sländan 5, vilket även inkluderar byggnaden på Dannemoragatan 18. Byggnaden uppfördes under åren 1944-1947. Den omfattar adressen Dannemoragatan 18 och Norrtullsgatan 63. 1977 utvärderades byggnaden av Stadsmuseet i Stockholm som då klassade byggnaden som Gul, vilket betyder att det är en fastighet med bebyggelse av positiv betydelse för stadsbilden och/eller av visst kulturhistoriskt värde..

### Exteriör
Byggnaden är i funkis och består av en sexvånings husdel, med huvudfasad mot Dannemoragatan. Vid inventeringen 1977 hade byggnaden en brun slätputs ovan bottenvåningen som är täckt i granit. Fasaden har senare omfärgats i en vitgrå slätputs. Fasaden har ett utstickande mittparti, och har ett flertal balkonger mot gatan. Gårdsfasaden är avfärgad i en grå puts. Byggnaden har ett svart plåttak.

### Interiör
Entrén har golv i grå marmor och i en nisch finns en relief av Stig Blomberg. Lägenhetsdörrarna är fanérade i gabon.